# Nyschni Worota
Nyschni Worota (ukrainisch Нижні Ворота; russisch Нижние Ворота/Nischnije Worota, slowakisch Nižní Verecky oder älter Nižní Verecki, ungarisch Alsóverecke) ist ein Ort in der Oblast Transkarpatien in der westlichen Ukraine.

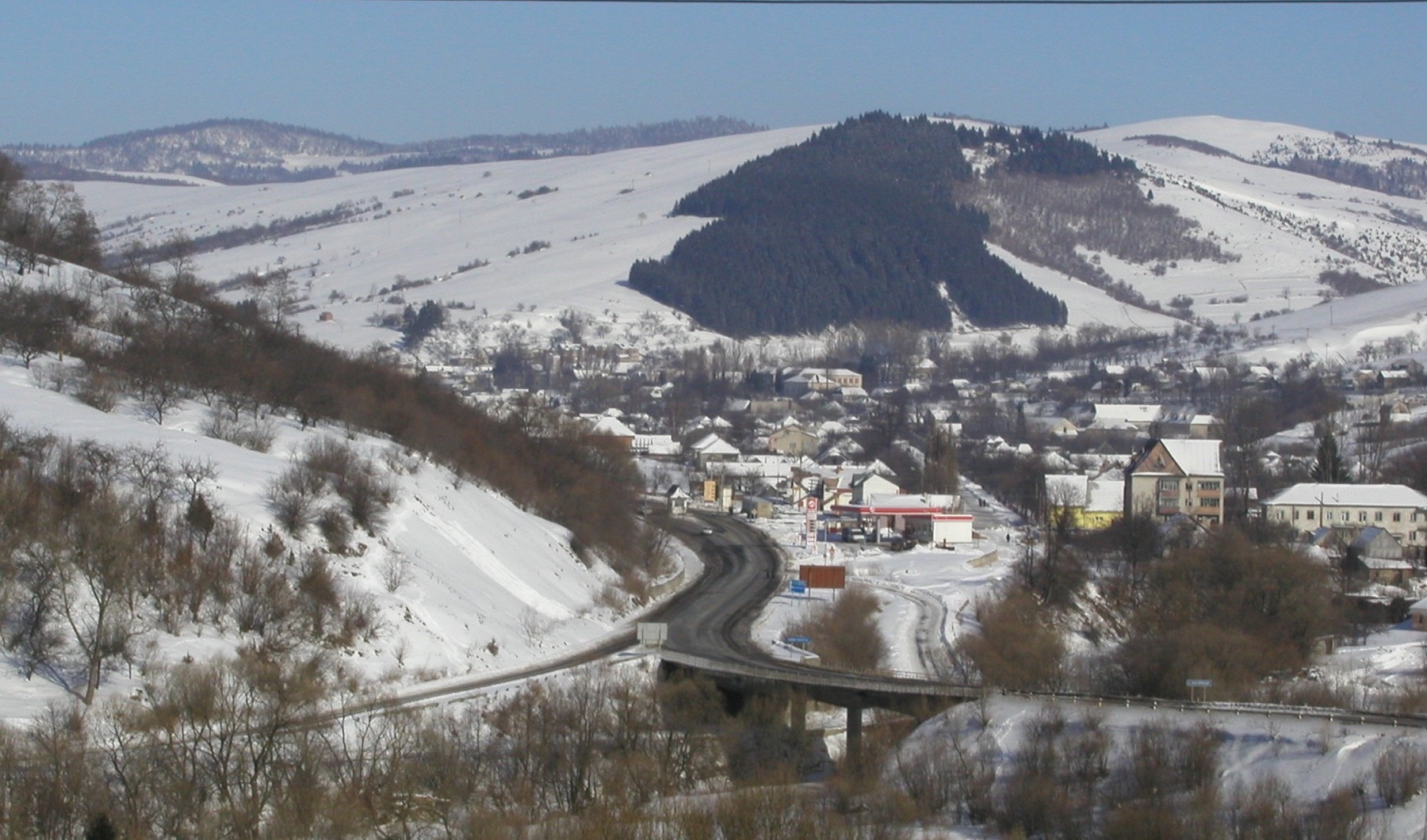
Blick auf den Ort

Der Ort wurde 1263 zum ersten schriftlich als Werezka erwähnt und liegt im Tal der Latoryzja inmitten der Karpaten nahe der Grenze zur Oblast Lwiw.
Bis 1919 gehörte der Ort zum Kaiserreich Österreich-Ungarn beziehungsweise Ungarn, danach als Teil der Karpato-Ukraine zur Tschechoslowakei. Mit der Annektierung kam er 1939–1945 wieder zu Ungarn, ab 1946 ist der Ort ein Teil der Ukrainischen Sozialistischen Sowjetrepublik beziehungsweise seit 1991 Teil der Ukraine.
Am 25. Juni 1946 kam es zur Umbenennung in den heutigen Namen, bis dahin trug der Ort den ukrainischen Namen Nyschni Werezky (Нижні Верецьки).
Von 1971 bis 1995 hatte der Ort den Status einer Siedlung städtischen Typs, dieser wurde aber am 6. April 1995 wieder aberkannt.
Am 12. Juni 2020 wurde das Dorf zusammen mit 10 umliegenden Dörfern zum Zentrum der neu gegründeten Landgemeinde Nyschni Worota (Нижньоворітська сільська громада/Nyschnjoworitska silska hromada) im Rajon Mukatschewo. Bis dahin bildete es zusammen mit dem Dorf Sadilske die Landratsgemeinde Nyschni Worota (Нижньоворітська сільська рада/Nyschnjoworitska silska rada) im Rajon Wolowez.
Folgende Orte sind neben dem Hauptort Nyschni Worota Teil der Gemeinde:
| Name                     | Name          | Name                              | Name                         | Name                    | Name    |
| ukrainisch transkribiert | ukrainisch    | russisch                          | slowakisch                   | ungarisch               | deutsch |
| ------------------------ | ------------- | --------------------------------- | ---------------------------- | ----------------------- | ------- |
| Abranka                  | Абранка       | Абранка                           | Abranka                      | Ábránka                 | -       |
| Bilasowyzja              | Біласовиця    | Беласовица (Belasowiza)           | Bielasovice, Bilasowice      | Bagolyháza, Bilaszovica | -       |
| Kotelnyzja               | Котельниця    | Котельница (Kotelniza)            | Kotelnice, Kotelnica         | Katlanfalu, Kotilnica   | -       |
| Lasy                     | Лази          | Лазы                              | Lazy                         | Timsor                  | -       |
| Latirka                  | Латірка       | Латорка (Latorka)                 | Laturka                      | Latorcafő, Laturka      | -       |
| Sadilske                 | Задільське    | Задельское (Sadelskoje)           | Zadilský, Zadilská           | Rekesz, Zagyilszka      | -       |
| Sawadka                  | Завадка       | Завадка                           | Závadka                      | Rákócziszállás          | -       |
| Tyschiw                  | Тишів         | Тишев (Tischew)                   | Tišov, Tišova                | Csendes, Tiszova        | -       |
| Werbjasch                | Верб’яж       | Вербяж                            | Verbjaž, Verbiaš             | Verebes, Verbiás        | -       |
| Werchni Worota           | Верхні Ворота | Верхние Ворота (Werchnije Worota) | Vyšní Verecky, Vyžní Verecki | Felsőverecke            | -       |